# Людмила (фільм)
«Людмила» — радянський художній фільм 1982 року, знятий режисерами Валентином Морозовим і Сергієм Даниліним на кіностудії «Ленфільм».

## Сюжет
Героїня фільму Людмила Нікольська (у житті — Макієвська), дворянка за походженням, що закінчила Смольний інститут, була з тими, хто штурмував Зимовий. Учасниця збройного повстання в Катеринославі, командир та комісар бронепотягу, вона загинула у бойовій операції із захоплення укріпленого штабу ворога.

## У ролях
- Надія Шумілова — Людмила Нікольська, командир бронепотягу «Молот»
- Аристарх Ліванов — Антон Петрович Корн, друг Людмили
- Георгій Дрозд — Іван Вашура, матрос
- Юрій Дедович — Сергій Вікторович Добринін, полковник-білогвардієць
- Наталія Андрейченко — Зіна, комісар 42 бригади, подруга Людмили
- Олег Корчиков — Лузгін, комісар бронепоїзда «Молот»
- Борис Аракелов — Макар Береговой, командир бронепоїзда «Червоний Ревель», матрос
- Федір Одиноков — Василь Васильович Дерябін, машиніст бронепоїзда
- Олег Казанчеєв — Вацлав Гавлічек, ад'ютант бронепоїзда
- Володимир Трещалов — Григорій Кандиба, червоноармієць, який став бійцем бронепоїзда.
- Олександр Рижков — Бичков, матрос на прізвисько «А-ля франсе»
- Іван Ганжа — епізод
- Герберт Дмитрієв — білогвардійський офіцер, помічник Добриніна
- Олег Єфремов — червоний командир
- М. Іванович — епізод
- Володимир Карпенко — епізод
- Василь Корзун — працівник штабу у Петрограді
- Валерій Кравченко — червоноармієць
- Валентин Морозов — епізод
- Сергій Полежаєв — командувач у білих, генерал-лейтенант
- Олександр Суснін — обхідник
- Валентина Пугачова — дружина обхідника
- Віктор Терехов — червоноармієць
- Микола Федорцов — епізод
- Валентина Ігнатьєва — Валентина Ігнатьєва
- Олександр Бахаревський — ординарець
- Михайло Васильєв — червоний командир

## Знімальна група
- Режисери — Валентин Морозов, Сергій Данилін
- Сценарист — Олег Коппе
- Оператор — Валерій Миронов
- Композитор — Олександр Мнацаканян
- Художник — Лариса Шилова